# سیارک ۵۴۹۸
سیارک ۵۴۹۸ (به انگلیسی: 5498 Gustafsson، نامگذاری:1980FT3) پنج هزار و چهارصد و نود و هشتمین سیارک کشف شده‌است که در ۱۶ مارس ۱۹۸۰ کشف شد.
قدر مطلق سیارک برابر ۱۴٫۵۰ است.